# Bruno Baumgärtel
Bruno Baumgärtel (* 10. April 1874 in Plauen; † 1928 in Clausthal-Zellerfeld) war ein deutscher Geologe, Mineraloge, Bergingenieur und als Fotograf ein Pionier der Untertage-Fotografie.

## Leben
Bruno Baumgärtel wurde in der Gründerzeit des Deutschen Kaiserreichs im Vogtland geboren. Nach seinem Schulbesuch studierte er Bergbau in Clausthal, Berlin sowie Mineralogie, Petrographie und Lagerstättenlehre in München, wo er 1902 zum Dr. phil. promovierte. Seit 1894 gehörte er der Burschenschaft Schlägel und Eisen Clausthal an.
Ebenfalls ab 1902 arbeitete er als Assistent am Mineralogischen Institut der Bergakademie Clausthal. 1910 habilitierte Baumgärtel als erster nach der 1908 an der Bergakademie neu-eingeführten Habilitationsordnung. Er erwarb seine venia legendi für Mineralogie und Petrographie. Nach dem Ersten Weltkrieg und zu Beginn der Weimarer Republik wurde er 1918 zum außerordentlichen Professor berufen.
Bruno Baumgärtel gilt als Pionier der Untertage-Fotografie. Teile seiner Werke hat er Anfang des 20. Jahrhunderts als Tafeln in Lichtdruck publiziert. Vor allem seine Untertagebilder aus der Zeit vor dem Ersten Weltkrieg gelten als einzigartige Fotodokumente, „[...] die unter schwierigen äußeren Bedingungen mit einer aufwendigen Fototechnik entstanden sind.“

## Publikationen (Auswahl)
- Oberharzer Gangbilder. Sechs farbige Lichtdrucktafeln, hrsg. und mit Begleittext versehen von Bruno Baumgärtel, Leipzig: Engelmann, 1907; online über die Universitätsbibliothek Braunschweig und den DFG-Viewer
- Der Oberharzer Erzbergbau. In Wort und Bild, Clausthal 1912
- Über das Photographieren in unterirdischen Räumen [1913]. Nach einem im berg- und hüttenmännischen Verein „Maja“ zu Clausthal gehaltenen Vortrage (mit 2 Textfiguren); in: Geologische Rundschau, Bd. 4 (1913), S. 244–249; online über die Seite digizeitschriften.de